# Swing Out Sister
Swing Out Sister foi um trio, agora um duo inglês pop, formado em 1985 por Corinne Drewery, Martin Jackson e Andy Connell. Seu primeiro single de sucesso foi Breakout, que está presente no álbum It's Better to Travel, de 1987 e foi tema da novela Sassaricando. Também está neste álbum a faixa Fooled By A Smile (número 43 nas paradas da Inglaterra), Surrender, Twilight World, dentre outros hits.
O segundo álbum, Kaleidoscope World, veio em 1989 e foi muito bem recebido pelo público, mas houve uma queda drástica na venda de álbuns, em relação ao primeiro álbum. Nesse álbum está incluída a inspirada "You on My Mind". Também nesse período a banda sofre a baixa de Martin Jackson.  No terceiro álbum, a música de destaque foi Am I The Same Girl, originalmente uma música somente instrumental chamada Soulful Strut da banda Young-Holt Unlimited. No Brasil, a faixa fez parte da trilha sonora da novela De Corpo e Alma, da Rede Globo. Em 1997 lançam o álbum Shapes And Patterns, com os sucessos Somewhere In The World e Now You're Not Here, último CD lançado no Brasil pela Mercury.
O quarto álbum incluiu o sucesso La La (Means I Love You) (Jackson 5), regravação do sucesso dos Delfonics, que virou tema do filme Quatro Casamentos e Um Funeral .
Atualmente o Swing out Sister, continua gravando alguns CDs e singles, mas não obtendo muita notoriedade no Brasil embora haja uma grande legião de fãs no país. Porém com estrondoso sucesso no Japão, país que tem vendido bem seus discos, e recebido bem seus shows. O grupo/a dupla já fez shows na Eslováquia (um concerto em Bratislava) e Manila (Filipinas), entre outros locais. 
Seus álbuns mais recentes foram Beautiful Mess, em 2008 e a trilha sonora do filme francês "Les Étrangers" em 2009.
Atualmente o grupo tem participado de festivais de jazz em todo o mundo. Entre alguns deles está o festival de jazz de San Francisco (EUA), em 2009. A música Breakout foi modificada e recebeu uma tocada mais soul.

## Álbuns
- It's Better To Travel (1987)
- Kaleidoscope World (1989)
- Get In Touch With Yourself (1992)
- Live at the Jazz Café (1993)
- The Living Return (1994)
- Shapes and Patterns (1997)
- Filth and Dreams (1999) - Japan only
- Somewhere Deep in the Night (2001)
- Where Our Love Grows (2004)
- Live in Tokyo (2005)
- Beautiful Mess (2008)
- Les Étrangers - Soundtrack (2009)